# Retr0bright
El Retrobright (estilizado Retr0bright) es una mezcla química utilizada para remover el amarillamiento de carcasas de computadoras y aparatos electrónicos de acrilonitrilo butadieno estireno (ABS), incluyendo desde computadoras manufacturadas por Commodore y Apple en las décadas de los 80 y 90 hasta varias consolas y cartuchos de videojuegos. En la actualidad, el término original se ha expandido, así que ahora la palabra "retrobright" comúnmente se utiliza para indicar cualquier proceso basado en H2O2 utilizado para remover el amarillamiento de los plásticos de ABS.
El amarillamiento es provocado por el bromo y la exposición a la luz ultravioleta (UV). Muchos de los plásticos de ABS utilizados en dispositivos electrónicos son típicamente "bromados" (combinados con bromo como agente extintor) para cumplir los estándares de seguridad contra incendios. El método de remover la descoloración amarilla fue descubierto por primera vez en 2007 en un foro alemán de retroinformática, previo a compartirlo en un blog en inglés donde fue más y mejor redactado. Desde aquí, el proceso ha sido continuamente refinado.
Aún existe debate sobre la efectividad a largo plazo de esta técnica. Algunos han descubierto que el color amarillo reaparece, y hay discusiones sobre los factores que podrían ser responsables de esto. También existen preocupaciones sobre si el proceso debilita el plástico.

## Composición
El Retrobright consiste de peróxido de hidrógeno, una pequeña cantidad del "oxígeno activador" (potenciador de lavado basado en TAED-Tetraacetiletilenodiamina) como catalizador, y una lámpara ultravioleta.
La mezcla óptima y condiciones para remover el color amarillo de los plásticos es:
- Solución de peróxido de hidrógeno. 12% o 6% funcionan igual, e incluso 3% ha sido utilizado con éxito.[10]
- Aproximadamente 1 ml por 3 litros de algún potenciador de lavado basado en tetraacetiletilenodiamina (TAED), cuyas concentraciones de la misma varían.
- Una fuente de luz ultravioleta,[10] ya sea la luz del sol o una lámpara ultravioleta.[9] Sin embargo, el canal de YouTube "Modern Classic" demostró que la exposición bajo iluminación fluorescente UV minimizada durante un período de 24 horas daría resultados similares.[11]

Ciertos productos de belleza que están principalmente compuestos de peróxido de hidrógeno también pueden ser utilizadas como una alternativa al Retrobright, al haberse descubierto que realizan un efecto casi idéntico, además de ya venir en textura cremosa, lo que lo hace más fácil para aplicarse sin desperdiciar en los productos amarillados (especialmente en dispositivos de gran tamaño como gabinetes de computadora o monitores). Mientras que esto elimina la dificultad de hacer la mezcla siguiendo las instrucciones, uno debe ser cuidadoso de aplicar la crema y envolver consistente y equitativamente para evitar grietas e imperfecciones en el producto final.
El percarbonato de sodio (encontrado en algunos blanqueadores y productos de limpieza eco-amigables) puede también ser utilizado disolviéndolo en agua y siguiendo los pasos habituales para el peróxido de hidrógeno, ya que es carbonato de sodio y peróxido de hidrógeno en forma cristalina.
Por otra parte, también se puede utilizar gas ozono para el Retrobright, lo cual es sencillo, con tal que estén disponibles un generador de ozono y una bolsa resellable de suficiente tamaño, pero toma más tiempo que con peróxido de hidrógeno y otros métodos.
Además, como reemplazo a la exposición a luz ultravioleta, se puede utilizar calor; sumergiendo el plástico ABS en una solución de 40 unidades (aprox. 12%) de peróxido de hidrógeno a 71 °C ha demostrado ser efectivo.